# Theodore Dalrymple

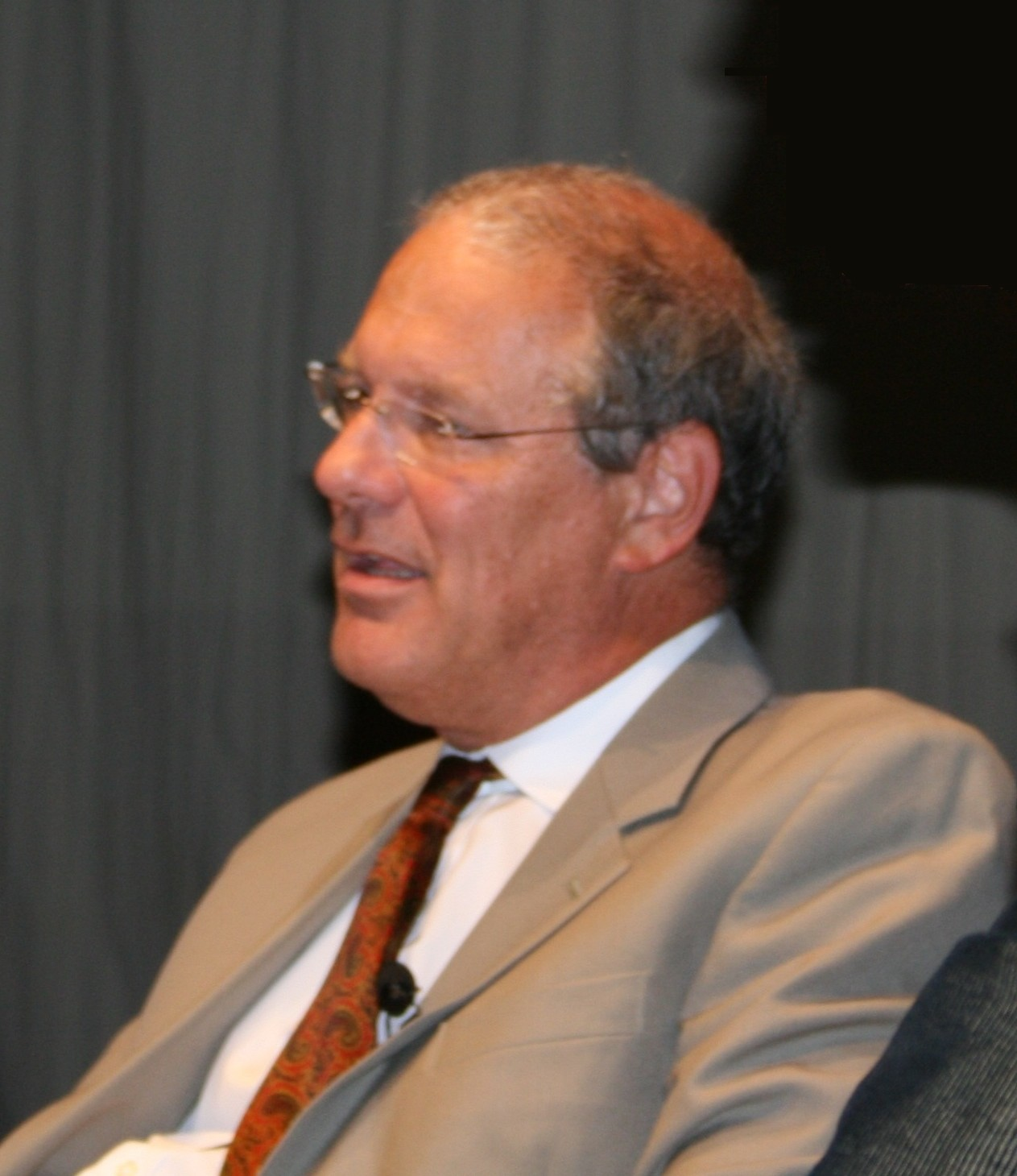
Anthony Daniels (Lux, 24 september 2007)

Theodore Dalrymple, pseudoniem van Anthony M. Daniels (Londen, 11 oktober 1949), is een Britse arts, polemist en schrijver van essays, reisverhalen en fictie.

## Biografie
Theodore Dalrymple is geboren in 1949 in Londen uit een Duitse moeder en een Russische vader. Zijn moeder was een Joodse vrouw die in 1938 op 17-jarige leeftijd nazi-Duitsland ontvluchtte. Zijn vader was een communistische zakenman. Het huwelijk van zijn ouders was niet gelukkig, wat uiteindelijk tot een scheiding leidde. Dalrymple heeft in verschillende werelddelen gewoond: Europa, Zuid-Amerika en Afrika. Als arts werkte hij onder andere in ontwikkelingslanden zoals Tanzania en Zimbabwe.
Voor zijn pensionering in 2005 werkte Dalrymple als arts-psychiater in Birmingham in een gevangenis en een ziekenhuis. De ervaringen met zijn patiënten, veelal afkomstig uit achterstandswijken, leverde hem de stof voor zijn bekendste boeken en artikelen. Dalrymple is een cultureel-conservatieve criticus van het links-liberale gedachtegoed en van utopisch denken.
Dalrymple is gehuwd met een Française en woont sinds 2005 een deel van het jaar in Frankrijk.

## Werk
Theodore Dalrymple is een schrijver van essays, (beschouwende) reisverhalen en satirische fictie. Het merendeel van zijn werk bestaat uit essays. Een voorbeeld is het boek Drugs, de mythes en de leugens. Daarin betoogt hij dat vrijwel alle gangbare ideeën over drugs en drugsverslaving fout zijn, wat leidt tot een hulpverleningsindustrie en medicatiepraktijk die voor alle betrokkenen - vooral voor de verslaafden - funest is. Tevens analyseert hij de intellectuele oorsprong van het romantische waas dat volgens hem is opgetrokken rond het gebruik van 'geestverruimende middelen'. Hij heeft twee fictieve verhalen geschreven: So little done (De filantroop) en Filosofa's Republic. In het satirische De filantroop laat hij een seriemoordenaar aan het woord die met hulp van het door Dalrymple bestreden collectivistische, links-liberale gedachtegoed aannemelijk maakt dat hij een weldoener der mensheid is. Met Filosofa's Republic heeft hij een satire geschreven op het bewind van Julius Nyerere, destijds president van Tanzania. Hij heeft daarnaast enkele reisverslagen gepubliceerd: Coups and Cocaine: Two Journeys in South America, Zanzibar to Timbuktu, The Wilder Shores of Marx: Journeys in a Vanishing World, Monrovia Mon Amour: A Visit to Liberia.
Zijn bekendste werken zijn Leven aan de onderkant en Beschaving of wat er van over is. Deze boeken zijn een overdenking van zijn ervaringen met patiënten in Britse achterstandswijken. In Nederland is Dalrymple 'ontdekt' door Chris Rutenfrans, criminoloog en destijds redacteur bij Trouw. In 2004 vertaalde Rutenfrans samen met Yoram Stein het eerste boek dat in het Nederlands verscheen: Leven aan de onderkant. In België schrijft hij elke maand een column in het Vlaams-nationalistische weekblad 't Pallieterke. Ook is hij medewerker van SCEPTR.
Het werk van Dalrymple vindt weerklank in Nederland, België, de Scandinavische landen en Amerika, maar veel minder in Groot-Brittannië. Er is ook kritiek; Dalrymples critici verwijten hem een pessimist te zijn, een misantroop die zijn patiënten en de hulpverleners door het slijk haalt. Een Nederlandstalig boek dat het oeuvre van Dalrymple kritisch bespreekt, is 'Bedrogen door de elite?', onder redactie van Jelle Zeedijk en Paulus van Bortel.
Dalrymple is verbonden aan het Manhattan Institute, een Amerikaanse denktank.
In 2011 ontving de auteur uit handen van Bart De Wever de Prijs voor de Vrijheid van denktank Libera!.

## Thema's
Het werk van Theodore Dalrymple kent een aantal terugkerende thema's. Dalrymples opvattingen die aan deze thema's ten grondslag liggen zijn niet onomstreden.
- De oorzaak van veel hedendaagse misère in Westerse landen - criminaliteit, huiselijk geweld, drugsgebruik, agressieve jeugdcultuur, hooliganisme, gebroken gezinnen enzovoort - is het nihilistische, decadente en zelfdestructieve gedrag van mensen die niet weten hoe ze moeten leven. Zowel het vergoelijken van dit gedrag als de medicalisatie van de eruit voortvloeiende problemen is een vorm van onverschilligheid. Iemand moet - met geduld en met alle begrip voor de concrete omstandigheden van het geval - deze mensen vertellen dat ze anders moeten gaan leven.[3]
- Armoede vormt niet de verklaring voor agressief, crimineel en zelfdestructief gedrag. In een Afrikaanse sloppenwijk kun je in de armoedigste omstandigheden waardigheid en persoonlijke beschaving aantreffen die in een gemiddelde Engelse stadswijk - oneindig welvarender - ontbreken.[4]
- Een levenshouding die gekarakteriseerd kan worden met 'dankbaarheid voor het leven' en 'nederigheid', waaruit waarden als 'goed burgerschap' en 'verplichtingen jegens anderen' voortvloeien, heeft met kwalijke gevolgen plaats gemaakt voor 'het besef van rechten', 'het staan op je rechten', en de ressentimentele houding van het slachtofferschap als deze rechten niet worden gehonoreerd.[5]
- Technologische of bureaucratische oplossingen voor de onvermijdelijke spanningen die optreden in elk mensenleven en elke maatschappij zijn meestal gedoemd tot mislukking.
- Een van de dingen die de islam voor jonge verwesterde moslimmannen aantrekkelijk maakt is de gelegenheid die het hun geeft om de baas te zijn over hun vrouwen.[6]
- Het is een mythe dat ontwenning van een opiumverslaving (bijvoorbeeld heroïne) ondraaglijk zwaar is; het is nauwelijks erger dan een flinke griep.[7]
- Criminaliteit is veel vaker de oorzaak van drugsverslaving dan het gevolg.
- De ideologie van de verzorgingsstaat wordt gebruikt om mensen te ontslaan van hun persoonlijke verantwoordelijkheid. Het ontkennen van de eigen verantwoordelijkheid maakt mensen afhankelijk van instituties en houdt een onderklasse in stand.
- Het waardenrelativisme wordt vaak gebruikt om de stem van het geweten tot zwijgen te brengen.[8]
- Cultuurrelativisme en multiculturalisme zijn strijdig met het gezond verstand en de feiten.[9]
- Vrijheid en zelfontplooiing worden ten onrechte als zelfstandige waarden voorgesteld. Dit idee heeft vooral voor de onderklasse desastreuze gevolgen gehad. Als voorbeeld noemt Dalrymple onder andere vrije seks, dat in de hogere maatschappelijke regionen tot een beperkte ontwrichting leidde; in de lagere klassen waren de gevolgen veel ernstiger: gebroken en vaderloze gezinnen, drugs- en alcoholproblemen, seksuele jaloezie, huiselijk geweld enzovoort.
- De teloorgang van persoonlijke beschavingsidealen, zoals: distantie, ijver, nederigheid, ironie en zelfbeheersing, is een ramp voor het persoonlijke en maatschappelijke leven.[10]
- De oorzaak van onze culturele armoede moet worden gezocht bij de intellectuelen: zij hebben sinds de Verlichting gaandeweg (en in de twintigste eeuw op grote schaal) de fundamenten van onze beschaving aangetast en zij kijken nu, op politiek-correcte wijze, weg van de problemen die dat heeft veroorzaakt.

## Pseudoniemen
Hij schrijft zowel onder zijn eigen naam als onder pseudoniem. Naast het pseudoniem Theodore Dalrymple heeft hij in het verleden ook de pseudoniemen Edward Theberton en Thursday Msigwa gebruikt en mogelijk nog een ander pseudoniem.